# アーバンライク
株式会社アーバンライク（あーばんらいく、英語：URBAN LiKE INC.）は、熊本県荒尾市に本社を置く、建築や不動産を軸とした暮らしにかかわるサービス業を展開する企業である。企業理念は「理想以上の暮らしを舞台に人々の素敵なドラマをつくる」。社名に含まれる「LiKE」は、「好き」ではなく「らしさ」を意味し、「自分たちらしくサービスや商品を提供していきたい」という願いが込められている。

## 沿革
- 2008年（平成20年）2月13日、福岡県大牟田市桜町にて「アーバンホーム」設立[3]。
- 2011年（平成23年）、熊本県荒尾市万田へ本店社屋を移転。
- 2013年（平成25年）、熊本県玉名市に玉名店を開設。
- 2015年（平成27年）、福岡県柳川市に柳川店を開設。
- 2016年（平成28年）、エクステリアに特化した子会社「株式会社CENO」設立。
- 2017年（平成29年）、熊本県熊本市に熊本平成店を開設。
- 2018年（平成30年）、沖縄県宜野湾市に琉球アーバンホームを開設。
- 2019年（令和元年）3月、「URBAN LiKE」へ社名を変更。
- 2020年（令和2年）、佐賀県佐賀市に佐賀店を開設。
- 2021年（令和3年）、熊本県熊本市に熊本北部店、福岡市中央区に福岡本社を開設[1]。TOKYO PRO Marketへ上場[4]。

## 事業内容
- 住宅事業
- エクステリア事業
- 不動産事業
- GH事業
- コンテナハウス事業
- オフィスリノベーション事業

## 事業所
- 本社

熊本県荒尾市万田1597-2
- 福岡本社

福岡県福岡市中央区大名2-4-22 新日本ビル3F
- 玉名店

熊本県玉名市築地1747-1
- 柳川店

福岡県柳川市三橋町今古賀143-5
- 熊本平成店

熊本県熊本市中央区春竹町488-1
- 佐賀店

佐賀県佐賀市兵庫南1-2-21
- 熊本北部店

熊本県熊本市北区西梶尾町434-1
- 琉球アーバンホーム

沖縄県宜野湾市大山7-4-2